# Norbert Narach
Norbert Narach i Cayrol (El Soler, 7 de febrer del 1954 - ?, 30 de novembre del 2009) va ser un artista, músic, grafista, poeta, actor i locutor de ràdio nord-català.

## Biografia
Passà la seva infància a Auxerre i posteriorment a Sornià, abans de traslladar-se a Perpinyà, aleshores en plena efevescència cultural (el 1969). Amb disset anys creà la seva primera obra de teatre amb els "Tréteaux du Midi" a Perpinyà. El 1976 començà a acompanyar a la guitarra la cantant Teresa Rebull (i altres) en els seus recitals.
Fou part de la redacció del setmanari satíric Truc del 1976 al 1982 (primer com a dibuixant, després redactor i finalment secretari de redacció), locutor a Radio Midi Soleil de 1984 a 1986, i del 1987 endavant de France Bleu Roussillon. Passà dos anys al Marroc estudiant la música àrab, i treballà com a animador del Centre Cultural Francès de Casablanca (1980). De tornada al Rosselló, entrà a les "Editions du Chiendent". Paral·lelament escrigué l'"one-man" xou On va encore se coucher tard per l'actor Michel Picod, l'obra en tres actes Coup de foudre i peces radiofòniques, com Crimes au soleil per a Radio France. També va ser autor dels llibres Haikus d'aquí, Perpignan, Pyrénées-Orientables i Trains de vie. Col·laborà i actuà al festival Nits de cançó i música d'Eus i, nombroses vegades, al costat del músic Pascal Comelade. Creà i presidí la companyia Teatre de la Cornella per a la que escrigué l'obra Rime aux Romarins.
Norbert Narach fou el creador del popular "Bruxot", un cavall a qui s'adreçava en les seves cròniques matinals i quotidianes a France Bleu Roussillon. Seu també fou el personatge de "Celestina", que presentava una visió càustica de la vida de la Catalunya del Nord en articles que publicava a La semaine du Roussillon. Participà igualment en les creacions de Massacre sur la départementale que es feien al festival "le Printemps déraisonnable" d'Estagell. El 2006 fou coautor, amb Gerard Jacquet de la peça bilingüe Un fil i una canya!, que posava en el decorat d'un bar de poble tota la diversitat social i humana de la Catalunya del Nord contemporània, i que esdevingué molt popular al país.
Visqué a Tuïr. En els 22 anys que s'estigué a "France Bleu Roussillon", portà un gran nombre de programes com Le carrer major, Les coups de marteau, L'auto journal, Si plou pas farà vent, Brouillage, Sota la parra, Dins del calaix, Bruxot, le Jogaki, En attendant le TGV. Va ser incinerat al crematoi de Torremilla.